# Кастелбуово Берардебга
Кастелбуово Берардебга (итал. Castelnuovo Berardenga) је насеље у Италији у округу Сијена, региону Тоскана.
Према процени из 2011. у насељу је живело 1654 становника. Насеље се налази на надморској висини од 322 м.

## Становништво
| 1936.  | 1951. | 1961. | 1971. | 1981. | 1991. | 2001. | 2011. |
| ------ | ----- | ----- | ----- | ----- | ----- | ----- | ----- |
| 10.358 | 9.937 | 7.835 | 5.110 | 5.376 | 6.316 | 7.470 | 8.787 |